# أشفيلد (دائرة انتخابية في المملكة المتحدة)
أشفيلد (بالإنجليزية: Ashfield)‏ هي إحدى الدوائر الانتخابية في المملكة المتحدة الممثلة في مجلس العموم في برلمان المملكة المتحدة.
عضو البرلمان الذي يمثلها حالياً هو :Rt Hon Geoff Hoon (Lab).